# Декаэ, Анри
Анри́ Декаэ́ (фр. Henri Decaë; 31 июля 1915, Сен-Дени — 7 марта 1987, Париж) — французский кинооператор.

## Биография
В годы Второй мировой войны был фронтовым фоторепортером. Затем снимал короткометражные фильмы, рекламные ролики, выступал как звукооператор. В 1949 году состоялся дебют Декаэ в качестве оператора-постановщика полнометражного фильма «Молчание моря» режиссёра Жана-Пьера Мельвиля, с которым он сразу нашёл общий язык. Так, Мельвиль вспоминал: «В первый день я понял, что с ним приятно работать, на второй стал получать огромное удовольствие. На третий день все стало понятно. Мы так хорошо спелись, что с тех пор все делали вместе: снимали, монтировали, озвучивали и сводили звук». Кроме этого фильма, в последующем снял также большинство фильмов Мельвиля: «Трудные дети», «Боб-прожигатель жизни», «Леон Морен, священник», «Старший Фершо», «Самурай», «Красный круг».
С конца 1940-х работал с крупнейшими режиссёрами новой волны — по отзывам критики, без него новая волна была бы невозможной.

## Избранная фильмография
- 1949: Молчание моря / Le Silence de la Mer (Жан-Пьер Мельвиль)
- 1950: Трудные дети / Les Enfants terribles (Жан-Пьер Мельвиль)
- 1954: Navigation marchande atlantique (Жорж Франжю, документальный)
- 1956: Боб-прожигатель жизни / Bob le flambeur (Жан-Пьер Мельвиль)
- 1957: S.O.S. Noronha (Жорж Рукье, по роману Пьера Буало и Тома Нарсежака)
- 1958: Красавчик Серж/ Le Beau Serge (Клод Шаброль)
- 1958: Лифт на эшафот/ Ascenseur pour l'échafaud (Луи Малль)
- 1958: Любовники/ Les Amants (Луи Малль)
- 1959: Кузены/ Les Cousins (Клод Шаброль)
- 1959: Четыреста ударов/ Les Quatre cents coups (Франсуа Трюффо)
- 1959: Un témoin dans la ville (Эдуар Молинаро)
- 1959: Двойной поворот ключа / À double tour (Клод Шаброль)
- 1960: На ярком солнце / Plein soleil (Рене Клеман)
- 1960: Милашки / Les Bonnes femmes (Клод Шаброль)
- 1961: Как хорошо жить / Che gioia vivere (Рене Клеман)
- 1961: Леон Морен, священник / Léon Morin, prêtre (Жан-Пьер Мельвиль)
- 1962: Частная жизнь / Vie privée (Луи Малль)
- 1962: Семь смертных грехов / Sept péchés capitaux (Жак Деми, Роже Вадим, Жан-Люк Годар)
- 1962: Ева / Eva (Джозеф Лоузи)
- 1963: Le Jour et l’heure (Рене Клеман)
- 1963: Старший Фершо / L’Aîné des Ferchaux (Жан-Пьер Мельвиль)
- 1964: Черный тюльпан / La Tulipe noire (Кристиан-Жак)
- 1964: Хищники / Les Félins (Рене Клеман)
- 1964: Карусель / La Ronde (Роже Вадим)
- 1964: Уикенд на берегу океана / Week-end à Zuydcoote (Анри Верней)
- 1965: Разиня / Le Corniaud (Жерар Ури)
- 1965: Viva Maria! (Луи Малль)
- 1967: Ночь генералов / The Night of the Generals (Анатоль Литвак)
- 1967: Вор / Le Voleur (Луи Малль)
- 1967: Самурай / Le Samouraï (Жан-Пьер Мельвиль)
- 1967: Дьявольски ваш / Diaboliquement vôtre (Жюльен Дювивье)
- 1969: Castle Keep (Сидни Поллак)
- 1969: Сицилийский клан / Le Clan des Siciliens (Анри Верней)
- 1970: Hello-Goodbye (Жан Негулеско)
- 1970: Красный круг / Le Cercle rouge (Жан-Пьер Мельвиль)
- 1971: Мания величия / La Folie des grandeurs (Жерар Ури)
- 1973: Дон Жуан-73 / Don Juan ou Si Don Juan était une femme… (Роже Вадим)
- 1973: Приключения раввина Якова / Les Aventures de Rabbi Jacob (Жерар Ури)
- 1977: Бобби Дирфилд / Bobby Deerfield (Сидни Поллак)
- 1980: Укол зонтиком / Le Coup du parapluie (Жерар Ури)
- 1980: Игра в четыре руки / Le Guingolo (Жорж Лотнер)
- 1981: Профессионал / Le Professionnel (Жорж Лотнер)
- 1984: Месть пернатого змея / La Vengeance du serpent à plumes (Жерар Ури)
- 1987: Riviera (Джон Франкенхаймер, Алан Смити)